# یوزف فون باکی
یوزف فون باکی (مجاری: Josef von Báky; ۲۳ مارس ۱۹۰۲ – ۲۸ ژوئیهٔ ۱۹۶۶) کارگردان فیلم اهل مجارستان بود.
وی کارگردان فیلم‌هایی همچون عشق بزرگ و کوچک بوده است، فون باکی همچنین برندهٔ جوایزی همچون جایزه فیلم آلمان شده‌است.